# L'Amour en sabots
L'Amour en sabots est une comédie-vaudeville en un acte d'Eugène Labiche et Alfred Delacour, avec des airs nouveaux de Julien Nargeot, représentée pour la première fois à Paris au Théâtre des Variétés le 3 avril 1861.
Elle a paru aux éditions Michel Lévy frères.

## Distribution
| Acteurs et actrices ayant créé les rôles |                     |
| Personnage                               | Interprète          |
| Legaloux, domestique                     | Jean-Laurent Kopp   |
| Pigeonnier, notaire                      | Charles Blondelet   |
| Bousseronde, pharmacien                  | M. Ferdinand Heuzey |
| La Birette, domestique                   | Mlle Alphonsine     |
| Hortense, femme de Bousseronde           | Mlle Gabrielle      |